# Бор (Шимский район)
Бор — деревня в Шимском районе Новгородской области. До 12 апреля 2010 года являлась административным центром Борского сельского поселения, после упразднения которого вошла в состав Шимского городского поселения.
Деревня расположена на левом берегу реки Шелонь, в 2 км к западу от Шимска.
Улицы:
- Новая
- Садовая
- Сосновая
- Центральная
- Шелонская

Западнее деревни, на берегу Шелони находится родовое кладбище князей Васильчиковых, от которого до настоящего времени сохранилась небольшая полуразрушенная часовня и три надгробия.

## Примечания

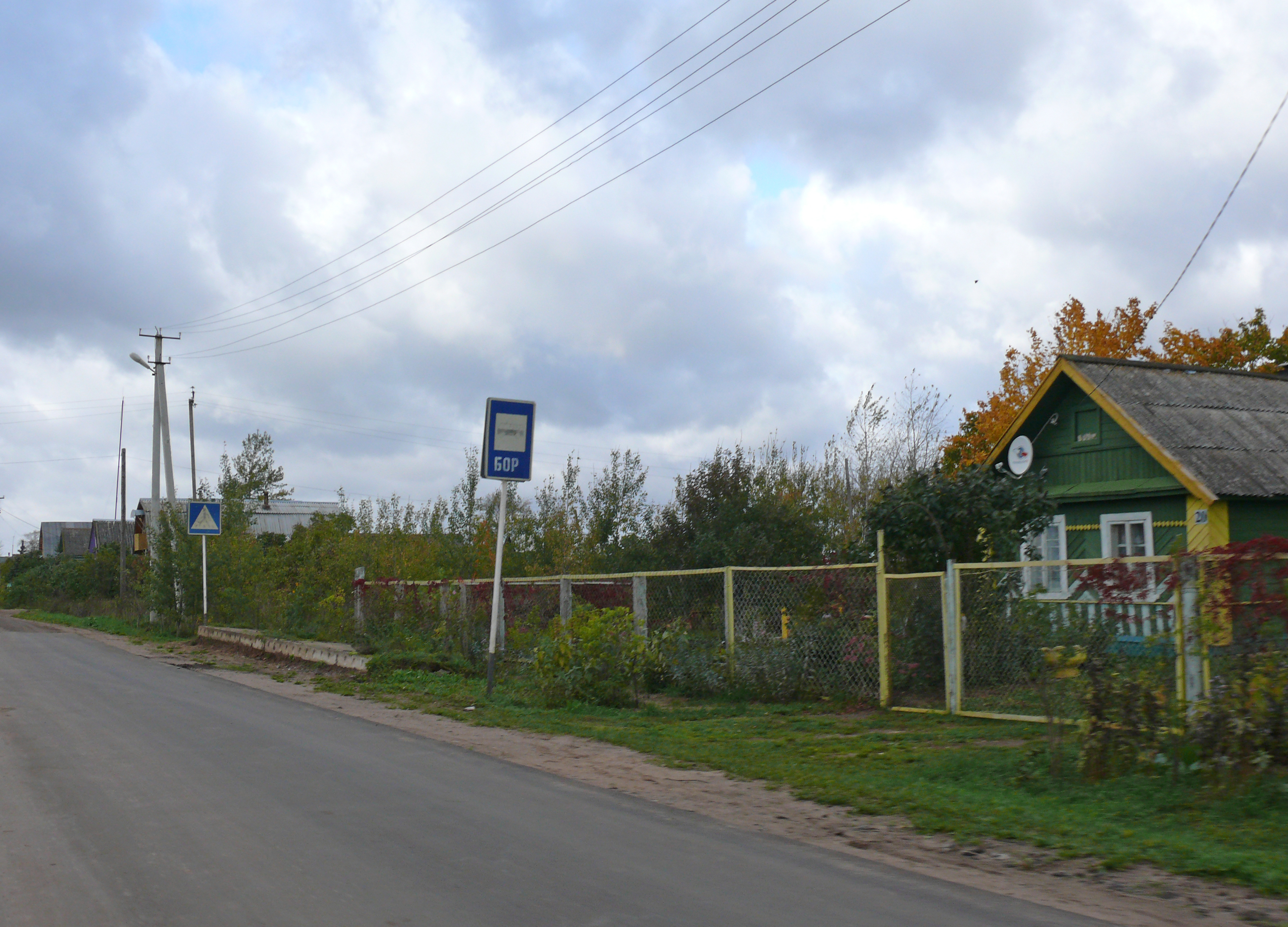
Деревенская автобусная остановка